# Simon Wieland
Simon Wieland (16 de diciembre de 2000) es un deportista de Suiza que compite en atletismo. Ganó una medalla de oro en el Campeonato Europeo de Atletismo Sub-20 de 2019, en la prueba de lanzamiento de jabalina.